# Новодачное (Одесская область)
Новодачное (укр. Новодачне) — село, относится к Ананьевскому району Одесской области Украины.
Население по переписи 2001 года составляло 79 человек. Почтовый индекс — 66433. Телефонный код — 4863. Занимает площадь 0,2 км². Код КОАТУУ — 5120285005.

## Местный совет
66433, Одесская обл., Ананьевский р-н, с. Романовка